# قلعة رحمانية
قلعة رحمانية (بالفارسية: قلعه رحمانیه) هي قلعة تاريخية تعود إلى عصر من القرن الثامن إلى الثاني عشر الهجري، وتقع في رحمانية. وتم تسجيل هذه القلعة في 7 أغسطس 2004 مع رقم تسجيل 11035 باعتباره أحد التراث الوطني الإيراني.